# 巴克艾 (密蘇里州)
巴克艾（英語：Buckeye）是位於美國密蘇里州密西西比縣的非建制地區。

## 歷史
巴克艾的郵局於1895年設立，其後於1919年停運。

## 地理
巴克艾所處的海拔為高於海平面95米（即312英呎），而該地所採用的時區為UTC-6，即北美中部時區（CST）。同時該地設有夏令時間，為UTC-6調快一小時，即UTC-5（CDT）。